# Calliphora hilli
Calliphora hilli este o specie de muște din genul Calliphora, familia Calliphoridae, descrisă de William Hampton Patton în anul 1925. Conform Catalogue of Life specia Calliphora hilli nu are subspecii cunoscute.

## Galerie

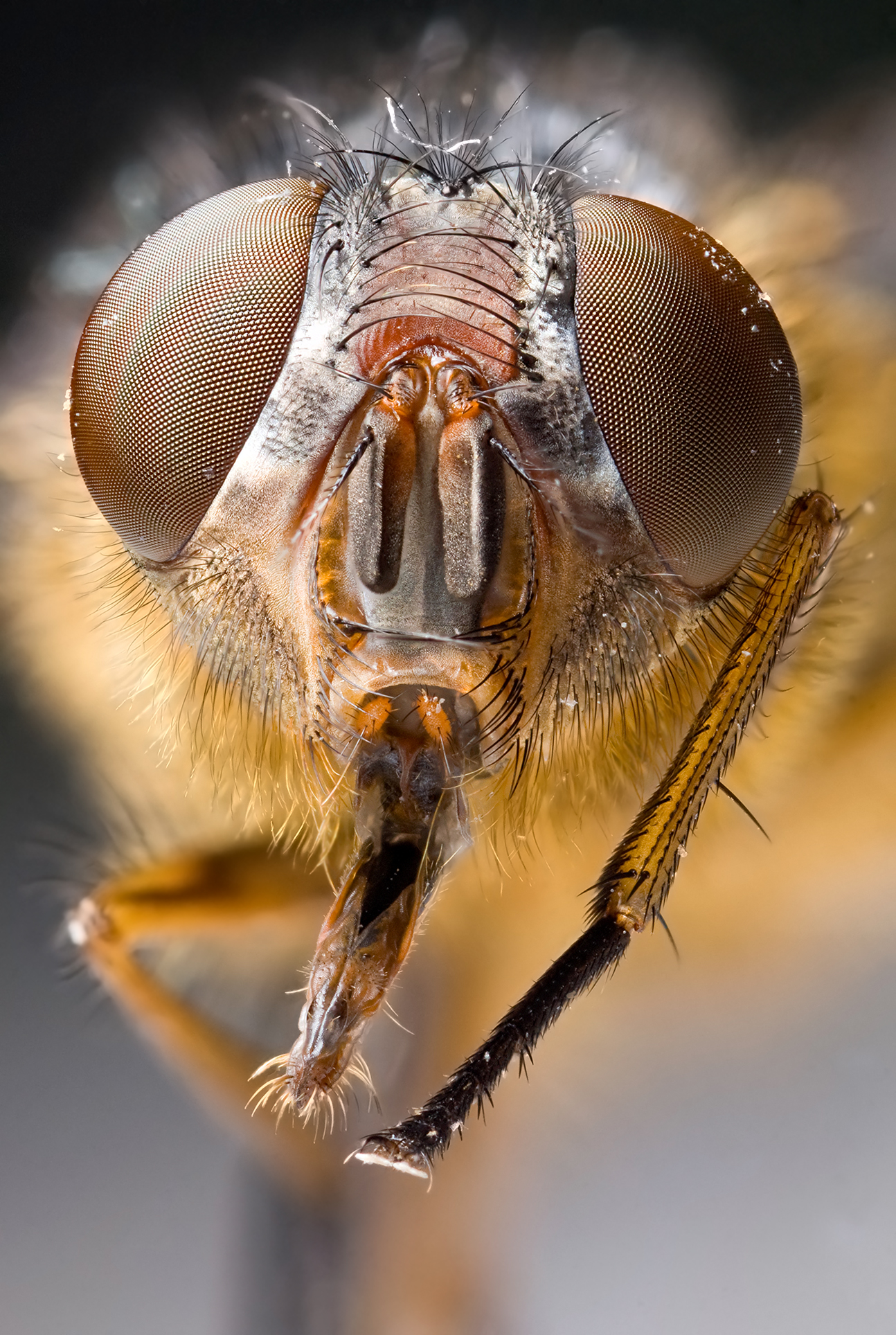